# Sinonovacula
Sinonovacula là một chi động vật thân mềm hai mảnh vỏ.

## Các loài
Chi này gồm các loài:
- Sinonovacula constricta (Lamarck, 1818)
- Sinonovacula mollis (GB Sowerby II, 1874)